# 法勝寺城
法勝寺城（ほっしょうじじょう）は、鳥取県西伯郡南部町法勝寺にあった日本の城。

## 歴史
具体的な築城年代は不明だが、法勝寺の地は西伯耆における要衝として重要視されており、比較的早くから築城されていたと思われる。『山名系図』によれば古くは山名満幸が法勝寺周辺を知行していたということからも山名氏による築城の可能性が高い。
一次史料にみえる初見は文明13年（1481年）9月11日のことである。これを伝える『山名政之書状』によれば、伯耆守護･山名政之が対立中であった叔父の山名元之の勢力が籠っていた法勝寺城などを攻撃するために出発したとある。
その後の消息は不明だが、毛利氏の築城伝承が存在することから山名氏衰退後は放棄または著しく荒廃した可能性が高い。永禄7年（1564年）、毛利氏によって修復されると、吉川元春に従属していた備中国の有力国人・三村家親が城主となった。家親は八橋城を攻略するなど活躍した。
慶長5年（1600年）の関ヶ原の戦い後、伯耆一国の領主として中村一忠が入封すると廃城となった。
なお、麓には一説として山中幸盛に攻められ自刃したという城主・毛利本紹の墓がある。

## 遺構
- 当城は法勝寺川沿いに位置する山の上にあり、中世特有の典型的な山城で本丸、二の丸で構築されており、曲輪、土塁、空堀などの遺構がはっきり残っている。
- 現在は南部町指定文化財であり、また城山公園としても整備されている。